# Sequestro della First
Il sequestro della First (noto anche come attacco di Larnaca) fu un'azione terroristica effettuata nelle primissime ore del 25 settembre 1985, nella quale tre diportisti israeliani furono uccisi da altrettanti terroristi palestinesi di "Forza 17" a bordo della loro barca a vela ormeggiata nel porto turistico cipriota.

## Storia

### L'attacco
Alle 4:30 del mattino del 25 settembre 1985 tre civili israeliani furono dapprima sequestrati e poi uccisi a bordo della First, la loro barca a vela ormeggiata nel porto turistico di Larnaca, a Cipro.
Una sezione d'élite dell'OLP, conosciuta come Forza 17 e composta da tre uomini (Abdel-Hakim Khalifa, giordano; Khaled Abdel-Kader Khatib, siriano, e Ian Michael Davison, britannico di South Shields che inizialmente si era qualificato come palestinese George Hannah), rivendicò l'attacco con una telefonata anonima all'ufficio dell'agenzia di stampa France Press di Gerusalemme, domandando un incontro con gli ambasciatori di Francia ed Egitto per l'avvio di negoziati che portassero alla liberazione di 20 detenuti palestinesi precedentemente arrestati in diverse azioni di contrasto al terrorismo via mare, compiute dalla Marina militare israeliana tra marzo e settembre; tra questi Faisal Abu Sharah, uno dei capi di "Forza 17".
Arrivarono solo l'ambasciatore egiziano e due emissari dell'OLP che, tuttavia, negarono ogni affiliazione coi sequestratori.
La prima uccisa fu la cinquantenne Esther Palzur, a sangue freddo all'inizio dell'attacco mentre cercava di fuggire; la stessa sorte anche a Reuven Palzur, 53 anni, marito della precedente, e infine ad Abraham Avnery, 55 anni, amico dei due coniugi, loro ospite, durante le negoziazioni con la polizia.
I tre terroristi si arresero alle 13:00 e furono arrestati e condotti in carcere dalle autorità cipriote.

### La ritorsione
Il 27 settembre il governo israeliano domandò l'estradizione dei 3 fedayyin in virtù della Convenzione per la repressione del terrorismo del Consiglio d'Europa del 1977 ratificato sia da Israele sia da Cipro, ma questi rifiutarono la richiesta.
Il governo israeliano, guidato da Shimon Peres e con Itzhak Rabin ministro della difesa, decise l'immediato impiego delle proprie forze aeree per un'azione di ritorsione, e scelsero come obiettivo il quartier generale dell'OLP vicino a Tunisi, bombardandolo il 1º ottobre 1985. Le informazioni di intelligence, fornite al Mossad dallo statunitense Jonathan Pollard, facilitarono notevolmente il raid passato alla storia come operazione Gamba di Legno.